# William Clem
William Clem (ur. 20 czerwca 2004 w Vedbæk) – duński piłkarz norweskiego pochodzenia grający na pozycji defensywnego pomocnika w FC København.

## Sukcesy

### FC København
- Puchar Danii: 2022/2023
- Mistrz Danii: 2022/2023[4]